# Sydamerikanska mästerskapet i fotboll 1963
Sydamerikanska mästerskapet i fotboll 1963 spelades i Bolivia 10–31 mars 1963. Bolivia vann turneringen före Paraguay. Detta blev Bolivias första seger i turneringen. Chile och de dåvarande regerande mästarna Uruguay drog sig ur, medan Venezuela inte kom till spel.
Carlos Alberto Raffo från Ecuador vann skytteligan med sex mål.

## Anläggningar
Två anläggningar användes under turneringen: Félix Capriles i Cochabamba och Estadio Hernando Siles i La Paz.

## Domare
- Luis Ventre (Argentina), dömde fyra matcher
- Tomás Antruejo (Bolivia), dömde två matcher
- João Etzel Filho (Brasilien), dömde två matcher
- Ovidio Orrego (Colombia), dömde två matcher
- José Dimas Larrosa (Paraguay), dömde fem matcher
- Arturo Yamasaki (Peru), dömde sex matcher

## Matcher
| Nr | Lag       | S | V | O | F | GM | IM | MS | P  |
| -- | --------- | - | - | - | - | -- | -- | -- | -- |
| 1  | Bolivia   | 6 | 5 | 1 | 0 | 19 | 13 | +6 | 11 |
| 2  | Paraguay  | 6 | 4 | 1 | 1 | 13 | 7  | +6 | 9  |
| 3  | Argentina | 6 | 3 | 1 | 2 | 15 | 10 | +5 | 7  |
| 4  | Brasilien | 6 | 2 | 1 | 3 | 12 | 13 | −1 | 5  |
| 5  | Peru      | 6 | 2 | 1 | 3 | 8  | 11 | −3 | 5  |
| 6  | Ecuador   | 6 | 1 | 2 | 3 | 14 | 18 | −4 | 4  |
| 7  | Colombia  | 6 | 0 | 1 | 5 | 10 | 19 | −9 | 1  |

|  | 10 mars | Bolivia                                        | 4 – 4 | Ecuador                                 | Hernando Siles, La Paz                        |                                               |
|  |         | López 16′ Castillo 27′ Alcóser 55′ Camacho 80′ |       | Raffo 30′ Raymondi 44′, 50′ Bolaños 47′ | Publik: 15 000 Domare: Arturo Yamasaki (Peru) | Publik: 15 000 Domare: Arturo Yamasaki (Peru) |
|  |         |                                                |       |                                         | Publik: 15 000 Domare: Arturo Yamasaki (Peru) | Publik: 15 000 Domare: Arturo Yamasaki (Peru) |
|  |         |                                                |       |                                         | Publik: 15 000 Domare: Arturo Yamasaki (Peru) | Publik: 15 000 Domare: Arturo Yamasaki (Peru) |

|  | 10 mars | Argentina                                  | 4 – 2 | Colombia               | Félix Capriles, Cochabamba                          |                                                     |
|  |         | Zárate 3′, 90′ Fernández 11′ Rodríguez 87′ |       | Campillo 4′ Aceros 37′ | Publik: 18 000 Domare: João Etzel Filho (Brasilien) | Publik: 18 000 Domare: João Etzel Filho (Brasilien) |
|  |         |                                            |       |                        | Publik: 18 000 Domare: João Etzel Filho (Brasilien) | Publik: 18 000 Domare: João Etzel Filho (Brasilien) |
|  |         |                                            |       |                        | Publik: 18 000 Domare: João Etzel Filho (Brasilien) | Publik: 18 000 Domare: João Etzel Filho (Brasilien) |

|  | 10 mars | Brasilien  | 1 – 0 | Peru | Félix Capriles, Cochabamba                           |                                                      |
|  |         | Flávio 16′ |       |      | Publik: 18 000 Domare: José Dimas Larrosa (Paraguay) | Publik: 18 000 Domare: José Dimas Larrosa (Paraguay) |
|  |         |            |       |      | Publik: 18 000 Domare: José Dimas Larrosa (Paraguay) | Publik: 18 000 Domare: José Dimas Larrosa (Paraguay) |
|  |         |            |       |      | Publik: 18 000 Domare: José Dimas Larrosa (Paraguay) | Publik: 18 000 Domare: José Dimas Larrosa (Paraguay) |

|  | 13 mars | Peru                     | 2 – 1 | Argentina  | Félix Capriles, Cochabamba                           |                                                      |
|  |         | Tenemás 62′ Gallardo 76′ |       | Zárate 57′ | Publik: 10 000 Domare: José Dimas Larrosa (Paraguay) | Publik: 10 000 Domare: José Dimas Larrosa (Paraguay) |
|  |         |                          |       |            | Publik: 10 000 Domare: José Dimas Larrosa (Paraguay) | Publik: 10 000 Domare: José Dimas Larrosa (Paraguay) |
|  |         |                          |       |            | Publik: 10 000 Domare: José Dimas Larrosa (Paraguay) | Publik: 10 000 Domare: José Dimas Larrosa (Paraguay) |

|  | 14 mars | Paraguay                            | 3 – 1 | Ecuador   | Hernando Siles, La Paz                         |                                                |
|  |         | Zárate 11′ Cabrera 57′ Quiñónez 82′ |       | Raffo 32′ | Publik: 15 000 Domare: Luis Ventre (Argentina) | Publik: 15 000 Domare: Luis Ventre (Argentina) |
|  |         |                                     |       |           | Publik: 15 000 Domare: Luis Ventre (Argentina) | Publik: 15 000 Domare: Luis Ventre (Argentina) |
|  |         |                                     |       |           | Publik: 15 000 Domare: Luis Ventre (Argentina) | Publik: 15 000 Domare: Luis Ventre (Argentina) |

|  | 14 mars | Brasilien                                                 | 5 – 1 | Colombia   | Hernando Siles, La Paz                          |                                                 |
|  |         | Flávio 7′, 82′ Marco Antônio 31′ Oswaldo 56′ Fernando 83′ |       | Gamboa 85′ | Publik: 15 000 Domare: Tomás Antruejo (Bolivia) | Publik: 15 000 Domare: Tomás Antruejo (Bolivia) |
|  |         |                                                           |       |            | Publik: 15 000 Domare: Tomás Antruejo (Bolivia) | Publik: 15 000 Domare: Tomás Antruejo (Bolivia) |
|  |         |                                                           |       |            | Publik: 15 000 Domare: Tomás Antruejo (Bolivia) | Publik: 15 000 Domare: Tomás Antruejo (Bolivia) |

|  | 17 mars | Bolivia          | 2 – 1 | Colombia  | Félix Capriles, Cochabamba                    |                                               |
|  |         | Alcócer 22′, 40′ |       | Botero 4′ | Publik: 18 000 Domare: Arturo Yamasaki (Peru) | Publik: 18 000 Domare: Arturo Yamasaki (Peru) |
|  |         |                  |       |           | Publik: 18 000 Domare: Arturo Yamasaki (Peru) | Publik: 18 000 Domare: Arturo Yamasaki (Peru) |
|  |         |                  |       |           | Publik: 18 000 Domare: Arturo Yamasaki (Peru) | Publik: 18 000 Domare: Arturo Yamasaki (Peru) |

|  | 17 mars | Peru                  | 2 – 1 | Ecuador   | Hernando Siles, La Paz                         |                                                |
|  |         | León 34′ Mosquera 43′ |       | Raffo 20′ | Publik: 8 000 Domare: Ovidio Orrego (Colombia) | Publik: 8 000 Domare: Ovidio Orrego (Colombia) |
|  |         |                       |       |           | Publik: 8 000 Domare: Ovidio Orrego (Colombia) | Publik: 8 000 Domare: Ovidio Orrego (Colombia) |
|  |         |                       |       |           | Publik: 8 000 Domare: Ovidio Orrego (Colombia) | Publik: 8 000 Domare: Ovidio Orrego (Colombia) |

|  | 17 mars | Paraguay             | 2 – 0 | Brasilien | Hernando Siles, La Paz                         |                                                |
|  |         | Zárate 17′ Ayala 83′ |       |           | Publik: 8 000 Domare: Tomás Antruejo (Bolivia) | Publik: 8 000 Domare: Tomás Antruejo (Bolivia) |
|  |         |                      |       |           | Publik: 8 000 Domare: Tomás Antruejo (Bolivia) | Publik: 8 000 Domare: Tomás Antruejo (Bolivia) |
|  |         |                      |       |           | Publik: 8 000 Domare: Tomás Antruejo (Bolivia) | Publik: 8 000 Domare: Tomás Antruejo (Bolivia) |

|  | 20 mars | Paraguay                                     | 3 – 2 | Colombia                        | Félix Capriles, Cochabamba                     |                                                |
|  |         | Zárate 10′ Arámbulo 50′ Cecilio Martínez 89′ |       | Campillo 19′ Calonga 90′ (sjm.) | Publik: 10 000 Domare: Luis Ventre (Argentina) | Publik: 10 000 Domare: Luis Ventre (Argentina) |
|  |         |                                              |       |                                 | Publik: 10 000 Domare: Luis Ventre (Argentina) | Publik: 10 000 Domare: Luis Ventre (Argentina) |
|  |         |                                              |       |                                 | Publik: 10 000 Domare: Luis Ventre (Argentina) | Publik: 10 000 Domare: Luis Ventre (Argentina) |

|  | 20 mars | Argentina                         | 4 – 2 | Ecuador                 | Félix Capriles, Cochabamba                    |                                               |
|  |         | Savoy 34′, 53′, 90′ Rodríguez 58′ |       | Pineda 32′ Palacios 49′ | Publik: 20 000 Domare: Arturo Yamasaki (Peru) | Publik: 20 000 Domare: Arturo Yamasaki (Peru) |
|  |         |                                   |       |                         | Publik: 20 000 Domare: Arturo Yamasaki (Peru) | Publik: 20 000 Domare: Arturo Yamasaki (Peru) |
|  |         |                                   |       |                         | Publik: 20 000 Domare: Arturo Yamasaki (Peru) | Publik: 20 000 Domare: Arturo Yamasaki (Peru) |

|  | 21 mars | Bolivia                            | 3 – 2 | Peru                  | Hernando Siles, La Paz                              |                                                     |
|  |         | Camacho 14′ Alcócer 49′ García 57′ |       | Gallardo 40′ León 80′ | Publik: 20 000 Domare: João Etzel Filho (Brasilien) | Publik: 20 000 Domare: João Etzel Filho (Brasilien) |
|  |         |                                    |       |                       | Publik: 20 000 Domare: João Etzel Filho (Brasilien) | Publik: 20 000 Domare: João Etzel Filho (Brasilien) |
|  |         |                                    |       |                       | Publik: 20 000 Domare: João Etzel Filho (Brasilien) | Publik: 20 000 Domare: João Etzel Filho (Brasilien) |

|  | 24 mars | Peru         | 1 – 1 | Colombia     | Hernando Siles, La Paz                         |                                                |
|  |         | Gallardo 25′ |       | González 33′ | Publik: 10 000 Domare: Luis Ventre (Argentina) | Publik: 10 000 Domare: Luis Ventre (Argentina) |
|  |         |              |       |              | Publik: 10 000 Domare: Luis Ventre (Argentina) | Publik: 10 000 Domare: Luis Ventre (Argentina) |
|  |         |              |       |              | Publik: 10 000 Domare: Luis Ventre (Argentina) | Publik: 10 000 Domare: Luis Ventre (Argentina) |

|  | 24 mars | Argentina                         | 3 – 0 | Brasilien | Hernando Siles, La Paz                        |                                               |
|  |         | Rodríguez 3′ Savoy 33′ Juárez 86′ |       |           | Publik: 30 000 Domare: Arturo Yamasaki (Peru) | Publik: 30 000 Domare: Arturo Yamasaki (Peru) |
|  |         |                                   |       |           | Publik: 30 000 Domare: Arturo Yamasaki (Peru) | Publik: 30 000 Domare: Arturo Yamasaki (Peru) |
|  |         |                                   |       |           | Publik: 30 000 Domare: Arturo Yamasaki (Peru) | Publik: 30 000 Domare: Arturo Yamasaki (Peru) |

|  | 24 mars | Bolivia                 | 2 – 0 | Paraguay | Félix Capriles, Cochabamba                           |                                                      |
|  |         | Castillo 17′ García 88′ |       |          | Publik: 18 000 Domare: José Dimas Larrosa (Paraguay) | Publik: 18 000 Domare: José Dimas Larrosa (Paraguay) |
|  |         |                         |       |          | Publik: 18 000 Domare: José Dimas Larrosa (Paraguay) | Publik: 18 000 Domare: José Dimas Larrosa (Paraguay) |
|  |         |                         |       |          | Publik: 18 000 Domare: José Dimas Larrosa (Paraguay) | Publik: 18 000 Domare: José Dimas Larrosa (Paraguay) |

|  | 27 mars | Brasilien       | 2 – 2 | Ecuador            | Félix Capriles, Cochabamba                           |                                                      |
|  |         | Oswaldo 5′, 60′ |       | Azón 84′ Raffo 90′ | Publik: 20 000 Domare: José Dimas Larrosa (Paraguay) | Publik: 20 000 Domare: José Dimas Larrosa (Paraguay) |
|  |         |                 |       |                    | Publik: 20 000 Domare: José Dimas Larrosa (Paraguay) | Publik: 20 000 Domare: José Dimas Larrosa (Paraguay) |
|  |         |                 |       |                    | Publik: 20 000 Domare: José Dimas Larrosa (Paraguay) | Publik: 20 000 Domare: José Dimas Larrosa (Paraguay) |

|  | 27 mars | Paraguay                                | 4 – 1 | Peru         | Félix Capriles, Cochabamba                     |                                                |
|  |         | Martínez 5′, 25′ Cabrera 45′ Zárate 77′ |       | Gallardo 70′ | Publik: 20 000 Domare: Luis Ventre (Argentina) | Publik: 20 000 Domare: Luis Ventre (Argentina) |
|  |         |                                         |       |              | Publik: 20 000 Domare: Luis Ventre (Argentina) | Publik: 20 000 Domare: Luis Ventre (Argentina) |
|  |         |                                         |       |              | Publik: 20 000 Domare: Luis Ventre (Argentina) | Publik: 20 000 Domare: Luis Ventre (Argentina) |

|  | 28 mars | Bolivia                              | 3 – 2 | Argentina          | Hernando Siles, La Paz                        |                                               |
|  |         | Castillo 12′ Blacutt 32′ Camacho 88′ |       | Rodríguez 27′, 34′ | Publik: 20 000 Domare: Arturo Yamasaki (Peru) | Publik: 20 000 Domare: Arturo Yamasaki (Peru) |
|  |         |                                      |       |                    | Publik: 20 000 Domare: Arturo Yamasaki (Peru) | Publik: 20 000 Domare: Arturo Yamasaki (Peru) |
|  |         |                                      |       |                    | Publik: 20 000 Domare: Arturo Yamasaki (Peru) | Publik: 20 000 Domare: Arturo Yamasaki (Peru) |

|  | 31 mars | Ecuador                                           | 4 – 3 | Colombia                           | Hernando Siles, La Paz                                                              |                                                                                     |
|  |         | Raymondi Contreras 30′ Raffo 37′, 88′ Bolaños 53′ |       | Aceros 46′ Botero 68′ González 75′ | Publik: 15 000 · Domare: José Dimas Larrosa (Paraguay) · Rött kort: Pineda, Ecuador | Publik: 15 000 · Domare: José Dimas Larrosa (Paraguay) · Rött kort: Pineda, Ecuador |
|  |         |                                                   |       |                                    | Publik: 15 000 · Domare: José Dimas Larrosa (Paraguay) · Rött kort: Pineda, Ecuador | Publik: 15 000 · Domare: José Dimas Larrosa (Paraguay) · Rött kort: Pineda, Ecuador |
|  |         |                                                   |       |                                    | Publik: 15 000 · Domare: José Dimas Larrosa (Paraguay) · Rött kort: Pineda, Ecuador | Publik: 15 000 · Domare: José Dimas Larrosa (Paraguay) · Rött kort: Pineda, Ecuador |

|  | 31 mars | Argentina   | 1 – 1 | Paraguay    | Hernando Siles, La Paz                        |                                               |
|  |         | Lallana 58′ |       | Cabrera 33′ | Publik: 15 000 Domare: Arturo Yamasaki (Peru) | Publik: 15 000 Domare: Arturo Yamasaki (Peru) |
|  |         |             |       |             | Publik: 15 000 Domare: Arturo Yamasaki (Peru) | Publik: 15 000 Domare: Arturo Yamasaki (Peru) |
|  |         |             |       |             | Publik: 15 000 Domare: Arturo Yamasaki (Peru) | Publik: 15 000 Domare: Arturo Yamasaki (Peru) |

|  | 31 mars | Bolivia                                            | 5 – 4 | Brasilien                                   | Félix Capriles, Cochabamba                      |                                                 |
|  |         | Ugarte 15′ (58) Camacho 25′ García 62′ Alcócer 86′ |       | Marco Antônio 26′ Almir 28′ Flávio 63′, 66′ | Publik: 25 000 Domare: Ovidio Orrego (Colombia) | Publik: 25 000 Domare: Ovidio Orrego (Colombia) |
|  |         |                                                    |       |                                             | Publik: 25 000 Domare: Ovidio Orrego (Colombia) | Publik: 25 000 Domare: Ovidio Orrego (Colombia) |
|  |         |                                                    |       |                                             | Publik: 25 000 Domare: Ovidio Orrego (Colombia) | Publik: 25 000 Domare: Ovidio Orrego (Colombia) |

## Målskyttar
91 mål gav ett snitt på 4,3 mål per match i turneringen. Bolivia gjorde flest mål (19), och 41 spelare gjorde mål.
6 mål
- Carlos Alberto Raffo

5 mål
| - Mario Rodríguez | - Máximo Alcócer | - Flávio | - Eladio Zárate |

4 mål
| - Raúl Armando Savoy | - Wilfredo Camacho | - Alberto Gallardo |  |

3 mål
| - Roberto Héctor Zárate - Fortunato Castillo | - Ausberto García - Oswaldo | - Enrique Raymondi Contreras | - Cecilio Martínez |

2 mål
| - Víctor Agustín Ugarte - Marco Antônio | - Herman Aceros - Alonso Botero | - Carlos Campillo - Jorge Bolaños | - César Cabrera - Pedro León |

1 mål
| - Jorge Hugo Fernández - Juan Carlos Lallana - Ernesto Juárez - Ramiro Blacutt - Renán López | - Almir - Fernando - Delio Gamboa - Héctor González Garzón - Francisco González | - Néstor Azón - Leonardo Palacios - Carlos Pineda - Félix Arámbulo | - Pelayo Ayala - Oppe Quiñónez - Nemesio Mosquera - Enrique Tenemás |

Självmål
- Lucio Calonga för Colombia